# Firelight (гурт)
Firelight — мальтійський музичний гурт, що представляв Мальту на пісенному конкурсі Євробачення 2014 у Копенгагені, Данія, з піснею «Coming Home».

## Учасники
- Мішель Міфсуд — вокал, фортепіано, ударні музичні інструменти
- Ричард Едвард Мікаллеф — вокал, акустична гітара, ударні
- Тони Полідано — вокал, контрабас, бас-гітара, ударні
- Метью Еллюль — акустична гітара, електрогітара
- Леслі Десезар — ударна установка, ударні музичні інструменти, губна гармоніка

## Дискографія
Студійні альбоми
- Backdrop of Life

Сингли
- «Coming Home»